# Nanmu, Jiangxi
Nanmu är en sockenhuvudort i Kina. Den ligger i provinsen Jiangxi, i den sydöstra delen av landet, omkring 180 kilometer sydväst om provinshuvudstaden Nanchang. Antalet invånare är 17 228. Befolkningen består av 8 002 kvinnor och 9 226 män. Barn under 15 år utgör 22,0 %, vuxna 15-64 år 69 %, och äldre över 65 år 8,0 %.
Runt Nanmu är det tätbefolkat, med 343 invånare per kvadratkilometer. Närmaste större samhälle är Zhutan, 7,2 km norr om Nanmu. I omgivningarna runt Nanmu växer huvudsakligen savannskog.
Genomsnittlig årsnederbörd är 2 270 millimeter. Den regnigaste månaden är maj, med i genomsnitt 375 mm nederbörd, och den torraste är oktober, med 33 mm nederbörd.